# Carinodes nigrofemoratus
Carinodes nigrofemoratus är en stekelart som först beskrevs av Cresson 1873.  Carinodes nigrofemoratus ingår i släktet Carinodes och familjen brokparasitsteklar. Inga underarter finns listade.